# Elecciones regionales del Callao de 2014
Las elecciones regionales del Callao de 2014 se llevaron a cabo el 5 de octubre de 2014 para elegir al presidente regional, al vicepresidente regional y al Consejo Regional para el periodo 2015-2018. La elección se celebró simultáneamente con elecciones regionales y municipales (provinciales y distritales) en todo el Perú.

## Sistema electoral
El Gobierno Regional del Callao es el órgano administrativo y de gobierno de la Provincia Constitucional del Callao. Está compuesto por el presidente regional, el vicepresidente regional y el Consejo Regional.
La votación se realiza en base al sufragio universal, que comprende a todos los ciudadanos nacionales mayores de dieciocho años, empadronados y residentes en la provincia del Callao y en pleno goce de sus derechos políticos.
El presidente y vicepresidente regional son elegidos por sufragio directo. Para que un candidato sea proclamado ganador debe obtener no menos de 30 % de votos válidos. En caso ningún candidato logre ese porcentaje en la primera vuelta electoral, los dos candidatos más votados participan en una segunda vuelta o balotaje.
El Consejo Regional del Callao está compuesto por 7 consejeros elegidos por sufragio directo para un período de cuatro (4) años. La votación es por lista cerrada y bloqueada. Cada distrito de la provincia del Callao constituye una circunscripción electoral. Se asigna a la lista ganadora los escaños según el método d'Hondt. La distribución y el número de consejeros regionales es la siguiente:
| Circunscripción                                                         | Escaños | Mapa |
| ----------------------------------------------------------------------- | ------- | ---- |
| Callao                                                                  | 2       |      |
| Bellavista, Carmen de La Legua-Reynoso, La Perla, La Punta y Ventanilla | 1       |      |

## Composición del Consejo Regional del Callao
La siguiente tabla muestra la composición del Consejo Regional del Callao antes de las elecciones.
| Partidos | Partidos                                 | Consejeros |
| -------- | ---------------------------------------- | ---------- |
|          | Movimiento Independiente Chim Pum Callao | 6          |
|          | MAR Callao                               | 1          |

## Partidos y candidatos
A continuación se muestra una lista de los principales partidos y alianzas electorales que participaron en las elecciones:
| Candidatura | Candidatura    | Partidos y alianzas | Candidatos | Candidatos                 | Ideología                                                          | Resultado previo | Resultado previo | Ref. |
| Candidatura | Candidatura    | Partidos y alianzas | Candidatos | Candidatos                 | Ideología                                                          | Votos (%)        | Con.             | Ref. |
| ----------- | -------------- | --- | ---------- | -------------------------- | ------------------------------------------------------------------ | ---------------- | ---------------- | ---- |
|             | Chimpum Callao | Lista - Chimpum Callao (Chim Pum Callao–VP) – Movimiento Independiente Chim Pum Callao (Chim Pum Callao) – Vamos Perú (VP) |            | Félix Moreno Caballero     | Regionalismo chalaco Populismo                                     | 49.75%           | 6                |      |
|             | MAR Callao     | Lista - Movimiento Amplio Regional Callao (MAR Callao)                                                                     |            | Fernando García Valdiviezo | Regionalismo chalaco                                               | 30.90%           | 1                |      |
|             | Mi Callao      | Lista - Mi Callao (Mi Callao)                                                                                              |            | Domingo Callán Sánchez     | Regionalismo chalaco                                               | 7.47%            | 0                |      |
|             | PP–PHP         | Lista - Puerto Callao (PP–PHP) – Perú Posible (PP) – Partido Humanista Peruano (PHP)                                       |            | Roxana del Carpio Ramírez  | Socioliberalismo Humanismo Tercera vía                             | 2.58%            | 0                |      |
|             | FA–DD          | Lista - Frente Amplio por la Democracia del Callao (FA–DD) – Frente Amplio (FA) – Democracia Directa (DD)                  |            | César Reaño Reaño          | Socialismo democrático Nacionalismo de izquierda Ecologismo        | 2.50%            | 0                |      |
|             | AP             | Lista - Acción Popular (AP)                                                                                                |            | Ciro Castillo Rojo Salas   | Partido atrapalotodo                                               | Nuevo            | Nuevo            |      |
|             | SP             | Lista - Somos Perú (SP) |            | Sergio Castro Meza         | Democracia cristiana Conservadurismo social                        | Nuevo            | Nuevo            |      |
|             | APP            | Lista - Alianza para el Progreso (APP)                                                                                     |            | Víctor Marquina Mauny      | Liberalismo económico Conservadurismo liberal Populismo de derecha | Nuevo            | Nuevo            |      |
|             | FP             | Lista - Fuerza Popular (FP)                                                                                                |            | Víctor Albrecht Rodríguez  | Fujimorismo Conservadurismo social Populismo de derecha            | Nuevo            | Nuevo            |      |
|             | ADUANEC        | Lista - ADUANEC (ADUANEC)                                                                                                  |            | Luis Baca Mahuad           | Regionalismo chalaco                                               | Nuevo            | Nuevo            |      |
|             | Por Ti Callao  | Lista - Por Ti Callao (Por Ti Callao)                                                                                      |            | Javier Orellana Vilela     | Regionalismo chalaco                                               | Nuevo            | Nuevo            |      |
|             | UDC            | Lista - Movimiento Independiente Regional Unidad Democrática Chalaca (UDC)                                                 |            | Carlos Caballero Quiroz    | Regionalismo chalaco                                               | Nuevo            | Nuevo            |      |

## Sondeos de opinión
Las siguientes tablas enumeran las estimaciones de la intención de voto en orden cronológico inverso, mostrando las más recientes primero y utilizando las fechas en las que se realizó el trabajo de campo de la encuesta. Cuando se desconocen las fechas del trabajo de campo, se proporciona la fecha de publicación.
Leyenda:
     Sondeo realizado en el periodo de prohibición legal de la difusión de sondeos de intención de voto.

### Intención de voto
La siguiente tabla enumera las estimaciones ponderadas (sin incluir votos en blanco y nulos) de la intención de voto.
|                                       |                |      |      |      |      |      |     |      |  |  |  |  |  |
| Elecciones municipales de 2014        | 5 oct 2014     | —    | 39.7 | 21.2 | 11.3 | 8.2  | 4.0 | 18.5 |  |  |  |  |  |
|                                       |                |      |      |      |      |      |     |      |  |  |  |  |  |
| Ipsos Perú/América                    | 5 oct 2014     | ?    | 39.5 | –    | –    | –    | –   | ?    |  |  |  |  |  |
| Datum Internacional/Frecuencia Latina | 5 oct 2014     | ?    | 40.6 | 21.6 | 14.7 | 5.8  | –   | 19.0 |  |  |  |  |  |
| Ipsos Perú/América                    | 5 oct 2014     | ?    | 42.8 | 16.0 | –    | 10.3 | –   | 26.8 |  |  |  |  |  |
| Datum Internacional/Frecuencia Latina | 5 oct 2014     | ?    | 36.8 | 20.1 | 19.5 | –    | –   | 16.7 |  |  |  |  |  |
| CPI/RPP                               | 21–26 sep 2014 | 1900 | 59.1 | 9.6  | 5.4  | 7.3  | 3.0 | 49.5 |  |  |  |  |  |
| Datum Internacional/Frecuencia Latina | 18–23 sep 2014 | 1556 | 53.8 | 10.4 | 7.4  | 8.8  | –   | 14.2 |  |  |  |  |  |
| Ipsos Perú/El Comercio                | 16 sep 2014    | 400  | 61.6 | 13.7 | –    | 6.8  | –   | 48.6 |  |  |  |  |  |
| GfK/La República                      | 6–8 sep 2014   | 510  | 67.1 | 14.3 | 5.7  | 2.9  | 2.9 | 52.8 |  |  |  |  |  |
| CPI/RPP                               | 10–17 jul 2014 | 1650 | 78.5 | 6.0  | 1.5  | 3.5  | –   | 72.5 |  |  |  |  |  |

### Preferencias de voto
La siguiente tabla enumera las preferencias de voto en bruto (incluyendo blancos, viciados y sin respuesta) y no ponderadas.
|                                |                |      |      |      |     |     |     |      |     |      |  |  |  |
| Elecciones municipales de 2014 | 5 oct 2014     | —    | 33.3 | 17.8 | 9.5 | 6.9 | 3.3 | 16.1 | –   | 15.5 |  |  |  |
|                                |                |      |      |      |     |     |     |      |     |      |  |  |  |
| Ipsos Perú/El Comercio         | 16 sep 2014    | 400  | 45   | 10   | –   | 5   | –   | 7    | 20  | 35   |  |  |  |
| GfK/La República               | 6–8 sep 2014   | 510  | 47   | 10   | 4   | 2   | 2   | 7    | 23  | 37   |  |  |  |
| CPI/RPP                        | 10–17 jul 2014 | 1650 | 68.0 | 5.2  | 1.3 | 3.0 | –   | 10.2 | 3.2 | 7.1  |  |  |  |

## Resultados

### Gobierno Regional del Callao
|                      | Félix Moreno Caballero     | Chimpum Callao (Chim Pum Callao–VP)                                | 200,082 | 39.66 |  |  |  |
|                      | Ciro Castillo Rojo Salas   | Acción Popular (AP)                                                | 107,104 | 21.23 |  |  |  |
|                      | Javier Orellana Vilela     | Por Ti Callao (Por Ti Callao)                                      | 57,034  | 11.30 |  |  |  |
|                      | Víctor Albrecht Rodríguez  | Fuerza Popular (FP)                                                | 41,526  | 8.23  |  |  |  |
|                      | Domingo Callán Sánchez     | Mi Callao (Mi Callao)                                              | 19,960  | 3.96  |  |  |  |
|                      | Víctor Marquina Mauny      | Alianza para el Progreso (APP)                                     | 16,040  | 3.18  |  |  |  |
|                      | Fernando García Valdiviezo | Movimiento Amplio Regional Callao (MAR Callao)                     | 15,278  | 3.03  |  |  |  |
|                      | Carlos Caballero Quiroz    | Movimiento Independiente Regional Unidad Democrática Chalaca (UDC) | 13,781  | 2.73  |  |  |  |
|                      | Roxana del Carpio Ramírez  | Puerto Callao (PP–PHP)                                             | 10,633  | 2.11  |  |  |  |
|                      | Luis Baca Mahuad           | ADUANEC (ADUANEC)                                                  | 9,459   | 1.87  |  |  |  |
|                      | César Reaño Reaño          | Frente Amplio por la Democracia del Callao (FA–DD)                 | 7,224   | 1.43  |  |  |  |
|                      | Sergio Castro Meza         | Somos Perú (SP)                                                    | 6,403   | 1.27  |  |  |  |
|                      |                            |                                                                    |         |       |  |  |  |
| Total                | Total                      | Total                                                              | 504,524 |       |  |  |  |
|                      |                            |                                                                    |         |       |  |  |  |
| Votos válidos        | Votos válidos              | Votos válidos                                                      | 504,524 | 83.88 |  |  |  |
| Votos en blanco      | Votos en blanco            | Votos en blanco                                                    | 44,449  | 7.39  |  |  |  |
| Votos nulos          | Votos nulos                | Votos nulos                                                        | 52,519  | 8.73  |  |  |  |
| Votos emitidos       | Votos emitidos             | Votos emitidos                                                     | 601,492 | 84.41 |  |  |  |
| Abstenciones         | Abstenciones               | Abstenciones                                                       | 111,103 | 15.59 |  |  |  |
| Votantes registrados | Votantes registrados       | Votantes registrados                                               | 712,595 |       |  |  |  |
|                      |                            |                                                                    |         |       |  |  |  |
| Fuente:              |                            |                                                                    |         |       |  |  |  |

### Consejo Regional del Callao
| |                                                                    |              |              |              |         |         |  |  |
| Partidos y coaliciones | Partidos y coaliciones                                             | Voto popular | Voto popular | Voto popular | Escaños | Escaños |  |  |
| Partidos y coaliciones | Partidos y coaliciones                                             | Votos        | %            | ±pp          | Total   | +/−     |  |  |
| | Chimpum Callao (Chim Pum Callao–VP)1                               | 178,013      | 38.57        | –8.81        | 6       | ±0      |  |  |
| | Acción Popular (AP)                                                | 65,561       | 14.21        | Nuevo        | 0       | ±0      |  |  |
| | Por Ti Callao (Por Ti Callao)                                      | 65,546       | 14.20        | Nuevo        | 1       | +1      |  |  |
| | Fuerza Popular (FP)                                                | 41,812       | 9.06         | Nuevo        | 0       | ±0      |  |  |
| | Mi Callao (Mi Callao)                                              | 22,466       | 4.87         | –7.44        | 0       | ±0      |  |  |
| | Movimiento Independiente Regional Unidad Democrática Chalaca (UDC) | 19,455       | 4.22         | Nuevo        | 0       | ±0      |  |  |
| | Alianza para el Progreso (APP)                                     | 16,376       | 3.55         | Nuevo        | 0       | ±0      |  |  |
| | Movimiento Amplio Regional Callao (MAR Callao)                     | 15,856       | 3.44         | n/a          | 0       | –1      |  |  |
| | ADUANEC (ADUANEC)                                                  | 11,127       | 2.41         | Nuevo        | 0       | ±0      |  |  |
| | Puerto Callao (PP–PHP)2                                            | 9,278        | 2.01         | +0.06        | 0       | ±0      |  |  |
| | Somos Perú (SP)                                                    | 8,097        | 1.75         | n/a          | 0       | ±0      |  |  |
| | Frente Amplio por la Democracia del Callao (FA–DD)3                | 7,900        | 1.71         | –1.37        | 0       | ±0      |  |  |
| |                                                                    |              |              |              |         |         |  |  |
| Total | Total                                                              | 461,487      |              |              | 7       | ±0      |  |  |
| |                                                                    |              |              |              |         |         |  |  |
| Votos válidos | Votos válidos                                                      | 461,487      | 76.72        | +5.11        |         |         |  |  |
| Votos en blanco | Votos en blanco                                                    | 87,980       | 14.63        | –3.60        |         |         |  |  |
| Votos nulos | Votos nulos                                                        | 52,025       | 8.65         | –1.52        |         |         |  |  |
| Votos emitidos | Votos emitidos                                                     | 601,492      | 84.41        | –2.62        |         |         |  |  |
| Abstenciones | Abstenciones                                                       | 111,103      | 15.59        | +2.62        |         |         |  |  |
| Votantes registrados | Votantes registrados                                               | 712,595      |              |              |         |         |  |  |
| |                                                                    |              |              |              |         |         |  |  |
| Fuente: |                                                                    |              |              |              |         |         |  |  |
| Notas al pie: 1 Comparado con los resultados de Movimiento Independiente Chim Pum Callao (Chim Pum Callao) en las elecciones de 2010. 2 Comparado con los resultados de Perú Posible (PP) en las elecciones de 2010. 3 Comparado con los resultados de Fonavistas del Perú (FDP) en las elecciones de 2010. |                                                                    |              |              |              |         |         |  |  |
| Notas al pie: |                                                                    |              |              |              |         |         |  |  |
| 1 Comparado con los resultados de Movimiento Independiente Chim Pum Callao (Chim Pum Callao) en las elecciones de 2010. 2 Comparado con los resultados de Perú Posible (PP) en las elecciones de 2010. 3 Comparado con los resultados de Fonavistas del Perú (FDP) en las elecciones de 2010.               |                                                                    |              |              |              |         |         |  |  |

### Autoridades electas
| Cargo                                                          | Autoridad electa | Autoridad electa       | Partido político | Partido político |
| -------------------------------------------------------------- | ---------------- | ---------------------- | ---------------- | ---------------- |
| Presidente Regional del Callao                                 |                  | Félix Moreno Caballero |                  | Chimpum Callao   |
| Vicepresidente Regional del Callao                             |                  | Walter Mori Ramírez    |                  | Chimpum Callao   |
| Consejero Regional del Callao (por Bellavista)                 |                  | Arturo Ramos Sernaqué  |                  | Chimpum Callao   |
| Consejera Regional del Callao (por Callao)                     |                  | Giuliana Chacón Ramos  |                  | Chimpum Callao   |
| Consejero Regional del Callao (por Callao)                     |                  | Eric Cornejo Ríos      |                  | Por Ti Callao    |
| Consejero Regional del Callao (por Carmen de La Legua-Reynoso) |                  | Kurt Woll Muller       |                  | Chimpum Callao   |
| Consejero Regional del Callao (por La Perla)                   |                  | Óscar Araujo Sánchez   |                  | Chimpum Callao   |
| Consejera Regional del Callao (por La Punta)                   |                  | Rosella Aste Jordán    |                  | Chimpum Callao   |
| Consejero Regional del Callao (por Ventanilla)                 |                  | Luis Sánchez Gómez     |                  | Chimpum Callao   |